# Copa América de Futsal 2024
La Copa América de Futsal 2024 fue la XIV edición del certamen de selecciones de futsal en Sudamérica, desde que este se celebra bajo el reglamento FIFA. Se disputó en la ciudad de Luque, Paraguay. Este evento fue organizado por la Confederación Sudamericana de Fútbol (CONMEBOL) y se llevó a cabo del 2 al 10 de febrero de 2024.
El torneo sirvió como clasificatorio de CONMEBOL para la Copa Mundial de fútbol sala de la FIFA 2024, entregando un total de cuatro cupos.

## Equipos participantes
Las selecciones participantes son los 10 miembros de la CONMEBOL.
| Equipos participantes | Equipos participantes |
| --------------------- | --------------------- |
| Argentina             | Bolivia               |
| Brasil                | Chile                 |
| Colombia              | Ecuador               |
| Paraguay              | Perú                  |
| Uruguay               | Venezuela             |

## Sede
La sede confirmada por la Asociación Paraguaya de Fútbol es la ciudad de Luque, a metros de la ciudad de Asunción; todos los encuentros serán desarrollados en el COP Arena Óscar Harrison, ubicado en el Parque Olímpico.

## Primera fase
- Los horarios corresponden a la hora UTC-3.

### Grupo A
| Equipo    | Pts | PJ | PG | PE | PP | GF | GC | Dif |
| --------- | --- | -- | -- | -- | -- | -- | -- | --- |
| Paraguay  | 8   | 4  | 2  | 2  | 0  | 8  | 3  | +5  |
| Venezuela | 7   | 4  | 2  | 1  | 1  | 11 | 3  | +8  |
| Chile     | 7   | 4  | 2  | 1  | 1  | 10 | 9  | +1  |
| Colombia  | 6   | 4  | 2  | 0  | 2  | 9  | 9  | 0   |
| Ecuador   | 0   | 4  | 0  | 0  | 4  | 5  | 19 | -14 |

|  | Clasificado para la Fase final. |

| 2 de febrero de 2024 | Chile | 1:2 (1:1) | Venezuela | COP Arena Óscar Harrison, Luque |  |
| 17:00                |       |           |           |                                 |  |

| 2 de febrero de 2024 | Paraguay | 2:1 (2:0) | Ecuador | COP Arena Óscar Harrison, Luque |  |
| 19:45                |          |           |         |                                 |  |

- Equipo libre:  Colombia.

| 3 de febrero de 2024 | Ecuador | 1:5 (1:2) | Colombia | COP Arena Óscar Harrison, Luque |  |
| 17:00                |         |           |          |                                 |  |

| 3 de febrero de 2024 | Chile | 2:2 (1:1) | Paraguay | COP Arena Óscar Harrison, Luque |  |
| 19:45                |       |           |          |                                 |  |

- Equipo libre:  Venezuela.

| 4 de febrero de 2024 | Ecuador | 3:4 (3:4) | Chile | COP Arena Óscar Harrison, Luque |  |
| 17:00                |         |           |       |                                 |  |

| 4 de febrero de 2024 | Colombia | 2:1 (1:1) | Venezuela | COP Arena Óscar Harrison, Luque |  |
| 19:45                |          |           |           |                                 |  |

- Equipo libre:  Paraguay.

| 6 de febrero de 2024 | Colombia | 2:3 (1:0) | Chile | COP Arena Óscar Harrison, Luque |  |
| 17:00                |          |           |       |                                 |  |

| 6 de febrero de 2024 | Venezuela | 0:0 | Paraguay | COP Arena Óscar Harrison, Luque |  |
| 19:45                |           |     |          |                                 |  |

- Equipo libre:  Ecuador.

| 7 de febrero de 2024 | Venezuela | 8:0 (5:0) | Ecuador | COP Arena Óscar Harrison, Luque |  |
| 17:00                |           |           |         |                                 |  |

| 7 de febrero de 2024 | Paraguay | 4:0 (2:0) | Colombia | COP Arena Óscar Harrison, Luque |  |
| 19:45                |          |           |          |                                 |  |

- Equipo libre:  Chile.

### Grupo B
| Equipo    | Pts | PJ | PG | PE | PP | GF | GC | Dif |
| --------- | --- | -- | -- | -- | -- | -- | -- | --- |
| Brasil    | 12  | 4  | 4  | 0  | 0  | 21 | 3  | +18 |
| Argentina | 9   | 4  | 3  | 0  | 1  | 11 | 5  | +6  |
| Uruguay   | 6   | 4  | 2  | 0  | 2  | 7  | 7  | 0   |
| Perú      | 3   | 4  | 1  | 0  | 3  | 5  | 17 | -12 |
| Bolivia   | 0   | 4  | 0  | 0  | 4  | 3  | 15 | -12 |

|  | Clasificado para la Fase final. |

| 2 de febrero de 2024 | Perú | 1:5 (0:1) | Uruguay | COP Arena Óscar Harrison, Luque |  |
| 11:45                |      |           |         |                                 |  |

| 2 de febrero de 2024 | Argentina | 4:0 (3:0) | Bolivia | COP Arena Óscar Harrison, Luque |  |
| 14:00                |           |           |         |                                 |  |

- Equipo libre:  Brasil.

| 3 de febrero de 2024 | Bolivia | 1:7 (0:1) | Brasil | COP Arena Óscar Harrison, Luque |  |
| 11:45                |         |           |        |                                 |  |

| 3 de febrero de 2024 | Perú | 1:4 (0:0) | Argentina | COP Arena Óscar Harrison, Luque |  |
| 14:00                |      |           |           |                                 |  |

- Equipo libre:  Uruguay.

| 4 de febrero de 2024 | Bolivia | 2:3 (2:1) | Perú | COP Arena Óscar Harrison, Luque |  |
| 11:45                |         |           |      |                                 |  |

| 4 de febrero de 2024 | Brasil | 4:1 (1:0) | Uruguay | COP Arena Óscar Harrison, Luque |  |
| 14:00                |        |           |         |                                 |  |

- Equipo libre:  Argentina.

| 6 de febrero de 2024 | Brasil | 6:0 (5:0) | Perú | COP Arena Óscar Harrison, Luque |  |
| 11:45                |        |           |      |                                 |  |

| 6 de febrero de 2024 | Uruguay | 0:2 (0:0) | Argentina | COP Arena Óscar Harrison, Luque |  |
| 14:00                |         |           |           |                                 |  |

- Equipo libre:  Bolivia.

| 7 de febrero de 2024 | Uruguay | 1:0 (0:0) | Bolivia | COP Arena Óscar Harrison, Luque |  |
| 11:45                |         |           |         |                                 |  |

| 7 de febrero de 2024 | Argentina | 1:4 (1:1) | Brasil | COP Arena Óscar Harrison, Luque |  |
| 14:00                |           |           |        |                                 |  |

- Equipo libre:  Perú.

## Fase final

### Fase de eliminatorias
|  | Semifinales   | Semifinales |                       |   | Final | Final |
|  |               |             |                       |   |       |       |
|  | 9 de febrero  |             |                       |   |       |       |
|  |               |             |                       |   |       |       |
|  | Paraguay      | 0           |                       |   |       |       |
|  | Paraguay      | 0           | 10 de febrero         |   |       |       |
|  | Argentina     | 1           |                       |   |       |       |
|  | Argentina     | 1           | Argentina             | 0 |       |       |
|  | 9 de febrero  |             | Argentina             | 0 |       |       |
|  |               | Brasil      | 2                     |   |       |       |
|  | Brasil        | Brasil      | 2                     | 3 |       |       |
|  | Brasil        |             |                       | 3 |       |       |
|  | Venezuela     | 0           |                       |   |       |       |
|  | Venezuela     | 0           | Tercer Lugar play-off |   |       |       |
|  |               |             |                       |   |       |       |
|  | 10 de febrero |             |                       |   |       |       |
|  |               |             |                       |   |       |       |
|  | Paraguay      | 1           |                       |   |       |       |
|  | Paraguay      | 1           |                       |   |       |       |
|  | Venezuela     | 4           |                       |   |       |       |

|  | Quinto puesto play-off |   |
|  |                        |   |
|  | 10 de febrero          |   |
|  |                        |   |
|  | Chile                  | 0 |
|  | Chile                  | 0 |
|  | Uruguay                | 2 |
|  | Uruguay                | 2 |

|  | Séptimo puesto play-off |   |
|  |                         |   |
|  | 9 de febrero            |   |
|  |                         |   |
|  | Colombia                | 1 |
|  | Colombia                | 1 |
|  | Perú                    | 4 |
|  | Perú                    | 4 |

|  | Noveno puesto play-off |       |
|  |                        |       |
|  | 9 de febrero           |       |
|  |                        |       |
|  | Ecuador                | 0 (6) |
|  | Ecuador                | 0 (6) |
|  | Bolivia (p.)           | 0 (7) |
|  | Bolivia (p.)           | 0 (7) |

### Noveno puesto
| 9 de febrero de 2024 | Ecuador | 0:0 (6:7 p.) | Bolivia | COP Arena Óscar Harrison, Luque |  |
| 11:45                |         |              |         |                                 |  |

### Séptimo puesto
| 9 de febrero de 2024 | Colombia | 1:4 (0:2) | Perú | COP Arena Óscar Harrison, Luque |  |
| 14:15                |          |           |      |                                 |  |

### Quinto puesto
| 10 de febrero de 2024 | Chile | 0:2 (0:0) | Uruguay | COP Arena Óscar Harrison, Luque |  |
| 14:00                 |       |           |         |                                 |  |

### Semifinales
| 9 de febrero de 2024 | Brasil | 3:0 (1:0) | Venezuela | COP Arena Óscar Harrison, Luque |  |
| 16:45                |        |           |           |                                 |  |

| 9 de febrero de 2024 | Paraguay | 0:1 (0:1) | Argentina | COP Arena Óscar Harrison, Luque |  |
| 19:30                |          |           |           |                                 |  |

### Tercer puesto
| 10 de febrero de 2024 | Paraguay | 1:4 (0:1) | Venezuela | COP Arena Óscar Harrison, Luque |  |
| 16:30                 |          |           |           |                                 |  |

### Final
| 10 de febrero de 2024 | Argentina | 0:2 (0:1) | Brasil | COP Arena Óscar Harrison, Luque |  |
| 19:30                 |           |           |        |                                 |  |

|                            |
| Bandera de Brasil          |
| Campeón Brasil 11.o título |

## Clasificados a laCopa Mundial de fútbol sala de la FIFA 2024
| Bandera de Argentina | Bandera de Brasil | Bandera de Paraguay | Bandera de Venezuela |
| Argentina            | Brasil            | Paraguay            | Venezuela            |

## Estadísticas

### Clasificación general
La clasificación general indica la posición que cada selección nacional ocupó al finalizar el torneo; el rendimiento se obtiene de la relación entre los puntos obtenidos y los partidos jugados por las selecciones y se expresa en porcentajes.
La tabla está dividida según la fase alcanzada por cada selección nacional.

### Tabla general
| Equipo | Equipo    | Pts | PJ | PG | PE | PP | GF | GC | Dif |
| ------ | --------- | --- | -- | -- | -- | -- | -- | -- | --- |
| 1      | Brasil    | 18  | 6  | 6  | 0  | 0  | 26 | 3  | +23 |
| 2      | Argentina | 12  | 6  | 4  | 0  | 2  | 12 | 7  | +5  |
| 3      | Venezuela | 10  | 6  | 3  | 1  | 2  | 15 | 7  | +8  |
| 4      | Paraguay  | 8   | 6  | 2  | 2  | 2  | 9  | 8  | +1  |
| 5      | Uruguay   | 9   | 5  | 3  | 0  | 2  | 9  | 7  | +2  |
| 6      | Chile     | 7   | 5  | 2  | 1  | 2  | 10 | 11 | -1  |
| 7      | Perú      | 6   | 5  | 2  | 0  | 3  | 9  | 18 | -9  |
| 8      | Colombia  | 6   | 5  | 2  | 0  | 3  | 10 | 13 | -3  |
| 9      | Bolivia   | 1   | 5  | 0  | 1  | 4  | 3  | 15 | -12 |
| 10     | Ecuador   | 1   | 5  | 0  | 1  | 4  | 5  | 19 | -14 |

Notas
     Campeón del torneo
     Subcampeón
     3° Puesto del torneo

### Goleadores
| Jugadores       | Selección | Goles |
| --------------- | --------- | ----- |
| Jean Trujillo   | Venezuela | 4     |
| Arthur De Sousa | Brasil    | 4     |
| Matías Rosa     | Argentina | 4     |

## Transmisión
- Argentina: DSports
- Bolivia: YouTube Copa America
- Brasil: YouTube Copa America
- Chile: TVN/DSports
- Colombia: Caracol TV/Fútbol RCN/DSports
- Ecuador: DSports
- Paraguay: Tigo Sports
- Perú: DSports
- Uruguay: DSports
- Venezuela: DSports